# Ha'apai
Ha'apai (en español también conocido como grupo Gálvez) es un grupo de islas, arrecifes y bancos de arena de Tonga, así como una división administrativa del país. Está situado a unos 150 km al norte de Tongatapu. Las islas principales son Lifuka y Foa, que son las más pobladas y están situadas casi juntas. En Lifuka, que a veces también se llama Ha'apai, se encuentra la capital del grupo, Pangai.

## Geografía
En total son 62 islas, la mayoría islas bajas de coral o atolones, excepto algunas islas volcánicas entre las que destacan los volcanes activos de Tofua y Kao, y el sumergido de Fonuafo'ou, todos ellos situados al oeste del grupo. La altitud máxima se localiza en Kao con 1046 m.
La población total era de 8138 habitantes en el censo de 1996. La superficie total es de 109,3 km². Las dos islas de Lifuka y Foa, unidas por un paso elevado, concentran prácticamente la mitad de la población, con la mitad del área total sin contar los volcanes. La actividad volcánica es importante al oeste del grupo, a 70 km de Lifuka.
Ha‘apai forma una división administrativa, con un gobernador y representación en el Parlamento. Está dividido en seis distritos que incluyen diecisiete islas habitadas. Geográficamente se pueden agrupar en tres subgrupos de norte a sur, más un grupo de volcanes al oeste.

### Islas
| Subgrupo | Isla          | Población (1996) | Área (km²) | Densidad |
| -------- | ------------- | ---------------- | ---------- | -------- |
| Lifuka   | Ofolanga      |                  |            |          |
| Lifuka   | Mo'unga'one   | 185              | 1,17       | 158,1    |
| Lifuka   | Ha'ano        | 588              | 6,58       | 89,4     |
| Lifuka   | Foa           | 1.434            | 13,39      | 107,1    |
| Lifuka   | Lifuka        | 2.966            | 11,42      | 259,7    |
| Lifuka   | Uoleva        |                  |            |          |
| Lifuka   | 'Uiha         | 757              | 5,36       | 141,2    |
| Lifuka   | Lofanga       | 186              | 1,45       | 128,3    |
| Lifuka   | Fotuha'a      | 138              | 1,14       | 121,1    |
| Kotu     | Kotu          | 222              | 0,34       | 652,9    |
| Kotu     | Ha'afeva      | 313              | 1,81       | 172,9    |
| Kotu     | Tungua        | 282              | 1,53       | 184,3    |
| Kotu     | 'O'ua         | 178              | 0,98       | 181,6    |
| Kotu     | Matuku        | 149              | 0,34       | 438,2    |
| Nomuka   | Nomuka        | 550              | 7,12       | 77,2     |
| Nomuka   | Nomuka Iki    |                  |            |          |
| Nomuka   | Fonoifua      | 104              | 0,39       | 266,7    |
| Nomuka   | Mango         | 81               | 0,65       | 124,6    |
| Volcanes | Kao           |                  |            |          |
| Volcanes | Tofua         | 5                | 55,63      | 0,1      |
| Volcanes | Fonuafo'ou    |                  |            |          |
| Volcanes | Hunga Tonga   |                  |            |          |
| Volcanes | Hunga Ha'apai |                  |            |          |
| TOTAL    |               | 8.138            | 109,30     | 74,5     |

## Geografía

### Clima
| Parámetros climáticos promedio de Ha'apai, Tonga | Parámetros climáticos promedio de Ha'apai, Tonga | Parámetros climáticos promedio de Ha'apai, Tonga | Parámetros climáticos promedio de Ha'apai, Tonga | Parámetros climáticos promedio de Ha'apai, Tonga | Parámetros climáticos promedio de Ha'apai, Tonga | Parámetros climáticos promedio de Ha'apai, Tonga | Parámetros climáticos promedio de Ha'apai, Tonga | Parámetros climáticos promedio de Ha'apai, Tonga | Parámetros climáticos promedio de Ha'apai, Tonga | Parámetros climáticos promedio de Ha'apai, Tonga | Parámetros climáticos promedio de Ha'apai, Tonga | Parámetros climáticos promedio de Ha'apai, Tonga | Parámetros climáticos promedio de Ha'apai, Tonga |
| Mes                                              | Ene.                                             | Feb.                                             | Mar.                                             | Abr.                                             | May.                                             | Jun.                                             | Jul.                                             | Ago.                                             | Sep.                                             | Oct.                                             | Nov.                                             | Dic.                                             | Anual                                            |
| ------------------------------------------------ | ------------------------------------------------ | ------------------------------------------------ | ------------------------------------------------ | ------------------------------------------------ | ------------------------------------------------ | ------------------------------------------------ | ------------------------------------------------ | ------------------------------------------------ | ------------------------------------------------ | ------------------------------------------------ | ------------------------------------------------ | ------------------------------------------------ | ------------------------------------------------ |
| Temp. máx. media (°C)                            | 29.6                                             | 30.1                                             | 29.9                                             | 29.0                                             | 27.5                                             | 26.6                                             | 25.7                                             | 25.7                                             | 26.1                                             | 27.0                                             | 28.1                                             | 29.1                                             | 27.9                                             |
| Temp. mín. media (°C)                            | 24.2                                             | 24.6                                             | 24.5                                             | 23.9                                             | 22.6                                             | 21.6                                             | 20.5                                             | 20.4                                             | 20.8                                             | 21.5                                             | 22.9                                             | 23.8                                             | 22.6                                             |
| Lluvias (mm)                                     | 176.6                                            | 181.9                                            | 212.7                                            | 189.7                                            | 112.0                                            | 90.8                                             | 92.5                                             | 81.5                                             | 113.2                                            | 93.2                                             | 107.2                                            | 133.4                                            | 1584.7                                           |
| Días de lluvias (≥ 1 mm)                         | 13                                               | 14                                               | 16                                               | 14                                               | 12                                               | 10                                               | 10                                               | 10                                               | 10                                               | 9                                                | 9                                                | 12                                               | 139                                              |
| Fuente: Tonga Meteorological Services            |                                                  |                                                  |                                                  |                                                  |                                                  |                                                  |                                                  |                                                  |                                                  |                                                  |                                                  |                                                  |                                                  |

## Historia
Existen cuatro yacimientos importantes de la cultura lapita en las islas Lifuka, 'Uiha, Ha'afeva y Ha'ano. Datan de hace unos 2700 años.
El primer europeo en llegar, en 1643, fue el holandés Abel Tasman a la isla Nomuka que bautizó como Rotterdam, como la ciudad de Róterdam en Países Bajos. El inglés James Cook estuvo largas estancias en la década de los 1770. En su segundo viaje, en 1774, visitó las islas que denominaba Anamocka (Rotterdam), Amattafoa (Tofua) y Oghao (Kao). En su tercer viaje estuvo once semanas, en 1777, en Lifuka donde le ofrecieron diversos banquetes y fiestas lo cual llevó a que bautizara al grupo como islas de los Amigos (Friendly Islands), nombre que durante años se extendió al resto de Tonga. Tres años más tarde Francisco Mourelle descubrió diversas islas menores y nombró al grupo islas Gálvez en honor a José de Gálvez ministro de Indias.
William Bligh, que ya había estado con James Cook, en 1789 de regreso de Tahití sufrió entre Lifuka y Tofua el famoso amotinamiento del HMS Bounty.
Aunque la dinastía Tu'i Tonga de Tongatapu tenía una autoridad formal sobre las islas, estaban a menudo en guerra con Ha'apai. Después de la llegada de los misioneros wesleyanos a Lifuka, el jefe de Ha'apai Taufa'ahau se convirtió al cristianismo, acabó con la autoridad de los Tu'i Tonga después de nueve siglos, unificó el reino, y se proclamó rey con el nombre de Jorge Tupou I en 1845.